# Het Groninger Landschap
Het Groninger Landschap in de provincie Groningen is een van de 12 Provinciale Landschappen in Nederland. Deze stichting probeert de natuur te beschermen door gebieden te verwerven en deze zo te beheren dat de natuurwaarde of de landschappelijke kwaliteit behouden blijft of zelfs versterkt wordt.
Het Groninger Landschap is aangesloten bij de overkoepelende stichting LandschappenNL.

## Historie
Het Groninger Landschap is opgericht op 14 maart 1936. Het eerste initiatief om tot de stichting te komen werd genomen door de toenmalige Commissaris van de Koningin (CvK) mr. dr. J.P. Fockema Andreae in 1935, die aan de toenmalige voorzitter van Natuurmonumenten mr. P.G. Van Tienhoven vroeg of het mogelijk was om in navolging van soortgelijke organisaties elders tot de oprichting van een Groninger Landschap te komen. De directe aanleiding vormde de ontginning van de Tolberter Petten, waardoor een aantrekkelijk veengebied verloren was gegaan. Van Tienhoven begon te informeren en allerlei prominente bestuurders in Groningen waaronder diverse burgemeesters en de bioloog Brouwer te Groningen toonden zich enthousiast. Daarna kon in 1936 een vergadering gehouden worden waarop besloten werd om de stichting op te richten. Oorspronkelijk zou de stichting de naam Groningsch Landschap krijgen, maar nadat rechtshistoricus Anne Siberdinus de Blécourt tijdens zijn diesrede aan de Leidse universiteit had betoogd dat het op taalkundige gronden 'Groninger Ommelanden' moest zijn in plaats van 'Groningsche Ommelanden', liet CvK Fockinga Andreae tijdens de oprichtingsvergadering dit naar analogie hiervan wijzigen naar Groninger Landschap. De voorzitter van de nieuwe stichting was ook bovengenoemde CvK.
Een belangrijke drijvende kracht achter de stichting was decennialang notaris Sebastiaan Mattheus Sigismund de Ranitz, die van 1939 tot 1973 secretaris-penningneester en vervolgens tot 1979 voorzitter was van Het Groninger Landschap. Deze maakte zich sterk voor de aankoop van landgoederen inclusief de gebouwen (zoals de Ennemaborg en de Coendersborg), waarbij hij met zijn uitspraak 'Olle hoezen en jonge vraauwlu binnen spoarpotten, je stoppen 't geld der in, en 't komt der nooit weer oet' er rekening mee hield dat gebouwen ook geld kostten. Bij de aankoop van gronden zorgde hij via zijn netwerk vaak ook voor de financiering. Hij is ook bekend van het Notarisbosje, dat hij in een meander van het Reitdiep bij Schilligeham liet planten. Andere prominente figuren waren de voorzitters Edzo Hommo Ebels en Rubertus Jacob Clevering en bioloog Fop Inne Brouwer, die 60 jaar lang de wekelijkse rubriek 'Levende natuur' bijhield voor het Nieuwsblad van het Noorden.
In de loop der tijd kocht de stichting veel landgoederen aan. Een van de grootste aankopen was de Ennemaborg in 1964 voor bijna 2 miljoen gulden. Vanaf de tweede helft van de jaren 1970 werden ook grote gebieden bij het Zuidlaardermeer verworven, waaronder de oeverlanden. De grootste aankoop in haar geschiedenis deed de stichting echter in 1981. Nadat de stichting (na lang uitstel en veel intern overleg) zich uiteindelijk achter andere milieugroeperingen (waarvan de waddenvereniging de belangrijkste was) tegen de aanleg van het buitendijkse Dollardkanaal had uitgesproken en dit plan in 1974 was afgeschoten, wist de stichting samen met Natuurmonumenten van de stad Groningen uit de Stadsbezittingen de zuidelijke Dollardkwelders en de oostelijke slikken van de Dollard aan te kopen; in totaal 4,1 miljoen hectare buitendijks gebied. In hetzelfde jaar pionierde het Groninger Landschap met de introductie van grote grazers op het landgoed Ennemaborg. Hiertoe werden konikpaarden uit Polen naar het landgoed gebracht om er het hele jaar te laten grazen.
In 1983 werd de Stichting Landschapsonderhoud afgesplitst van Het Groninger Landschap; de huidige stichting Landschapsbeheer Groningen. 

## Organisatie en werkwijze
Het Groninger Landschap is een stichting. Het Groninger Landschap heeft in 2009 meer dan 17.500 begunstigers, die beschermers worden genoemd. De communicatie met hen geschiedt voor een belangrijk deel middels het kwartaalblad Golden Raand. De naam van dit blad verwijst naar een metafoor in het Grönnens Laid.
Naast een professioneel kantoor in de villa 'De Vennen' aan de Rijksstraatweg in Haren bestaat het medewerkersbestand van de stichting uit meer dan 200 vrijwillige medewerkers die in de verschillende terreinen en gebouwen actief zijn.
Het Groninger landschap heeft meer dan 30 terreinen in bezit en beheer. Daarnaast bezit het Landschap sinds 1 januari 2007 ook een aantal molens in de provincie Groningen. De winkel van het Landschap is op het Bezoekerscentrum Reitdiep.
De stichting had vanaf 1972 een eigen blad met de naam Groninger Landschap. In 1977 sloot de stichting zich aan bij het blad Noorderbreedte van de Waddenvereniging en kregen de leden dit blad in de bus. De binding met de achterban werd echter kleiner door het meer generieke karakter van dit blad en het ledental daalde daarop langzaam. Nadat bovendien enkele leden hun lidmaatschap van de stichting echter hadden opgezegd vanwege het activistische karakter van sommige artikelen in Noorderbreedte, beëindigde Het Groninger Landschap in 1984 deze samenwerking weer. Sindsdien geeft zij het eigen blad Golden Raand uit.

## Bezittingen van Het Groninger Landschap
- Bolmeer
- Coendersborg
- Dr. Hommesbos

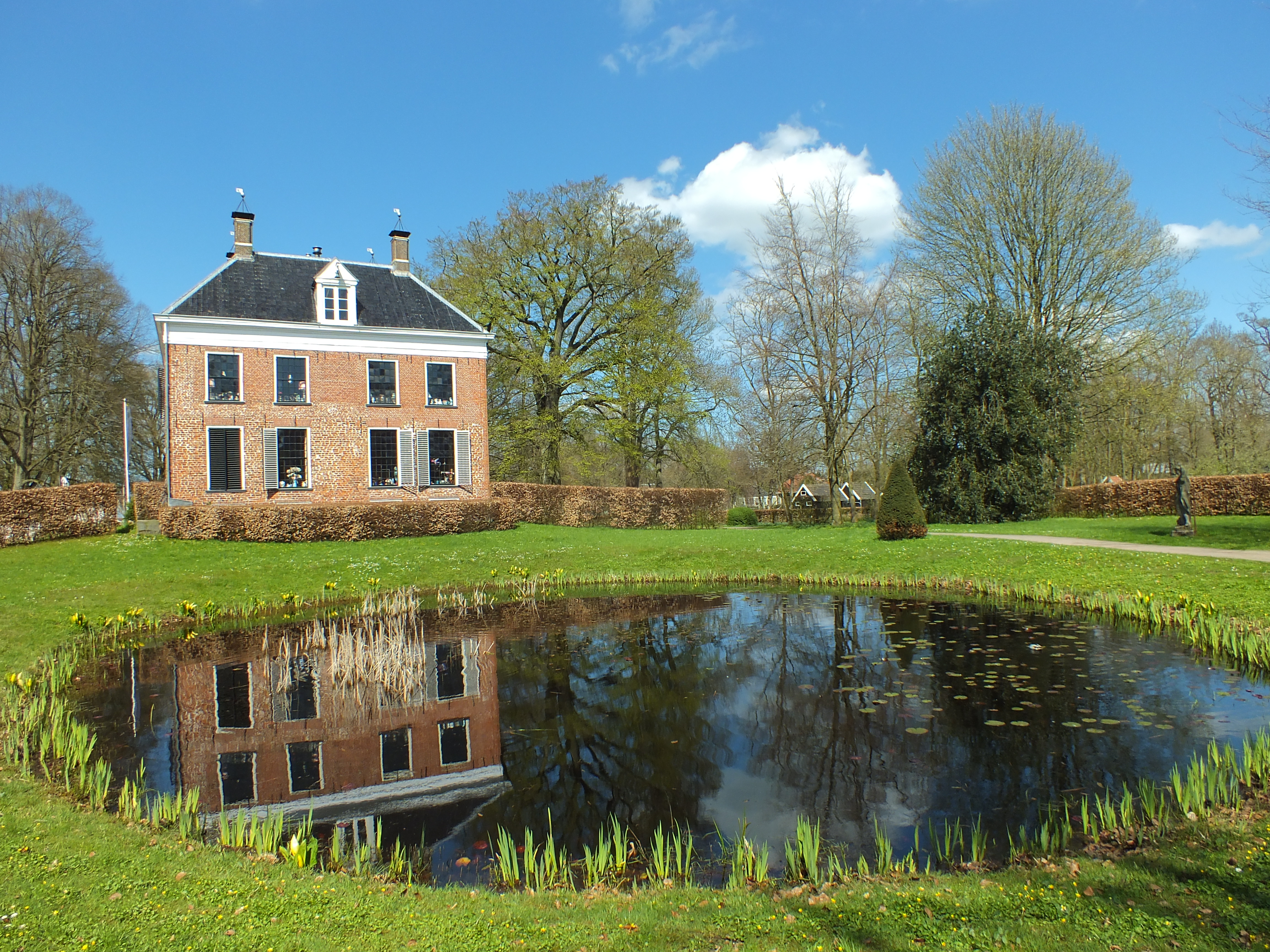
Ennemaborg, Midwolda.

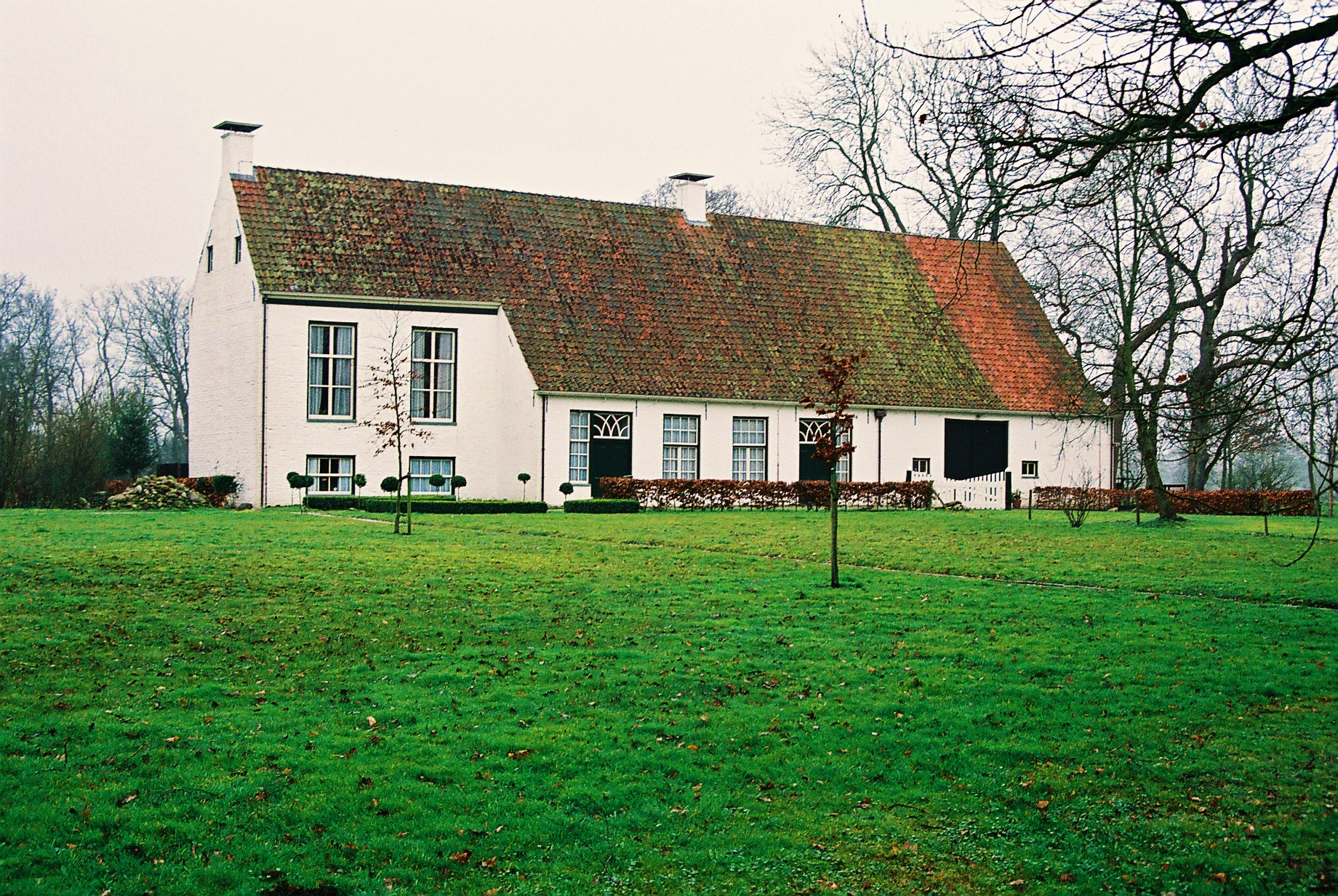
Iwema-steenhuis, Niebert.

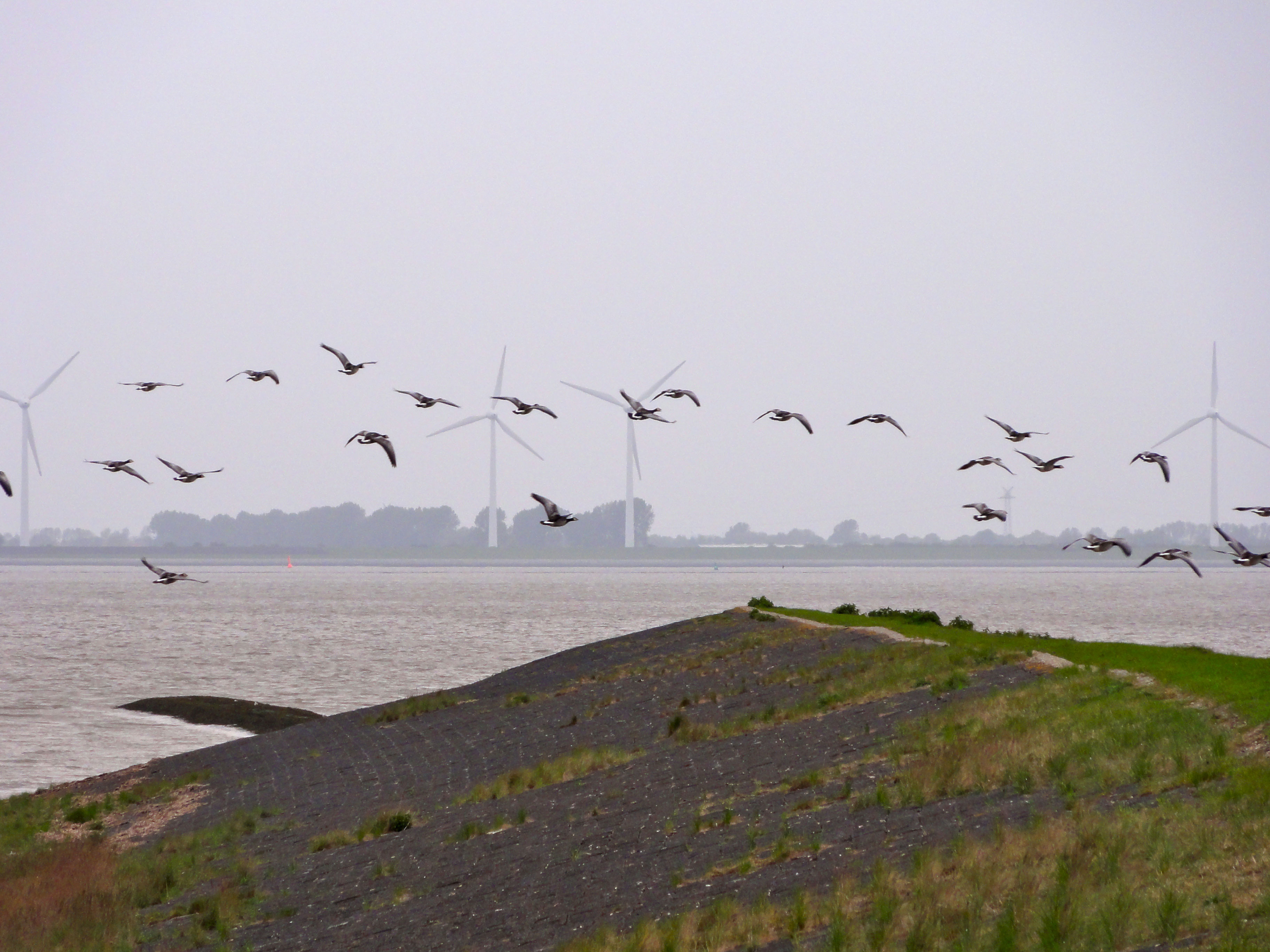
Punt van Reide.

- Dollard (samen met Natuurmonumenten)
  - Reiderhoeve
  - Breebaart
  - Dollardkwelders
- Eendenkooi Nieuw Onrust
- Ennemaborg
- Feddema's plas
- Helwerder Wierden
- Het Hemrik
- Iwema-steenhuis
- Leekstermeer
  - Lettelberterpetten
- Nanninga's Bosch
- Overbos Fraeylemaborg
- Punt van Reide
- Reitdiepgebied
  - Bezoekerscentrum Reitdiep
  - Koningslaagte
  - Harssensbosch
- Bourtange
  - Abeltjeshuis
  - Bakovensmee
- Waddencentrum Pieterburen
- Wierdekerkhof Vliedorp (Ol Weem)
- Zuidlaardermeergebied
  - Kropswolderbuitenpolder
  - Leinwijk
  - Oosterpolder
  - Oostpolder
  - Onnerpolder (met de Harener Wildernis)
  - Westerbroekstermadepolder
  - Klooster Yesse

## Molens van Het Groninger Landschap
- korenmolen De Lelie te Eenrum
- windmotor De Putter te Foxhol
- windmotor Kikkoman te Kropswolde

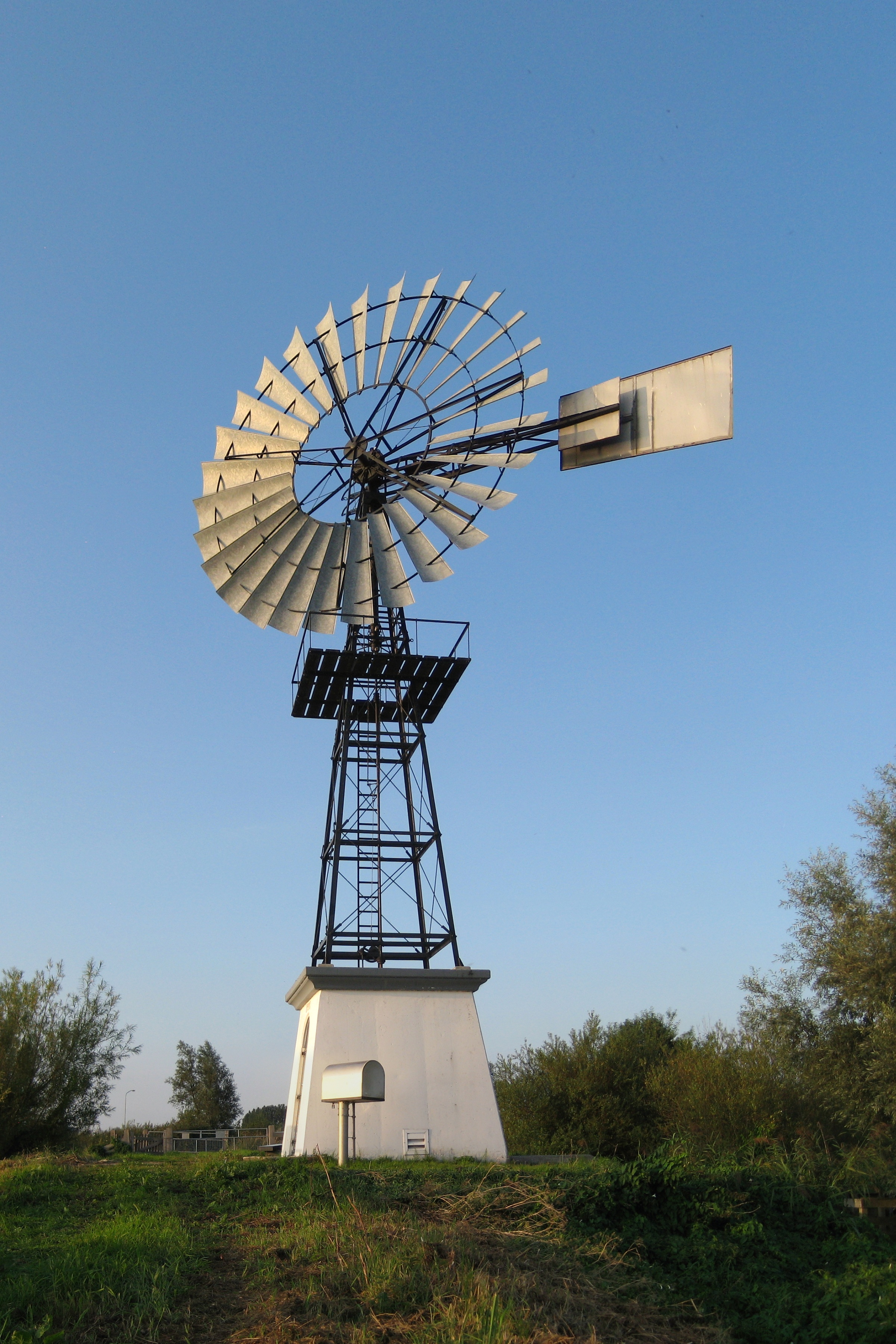
Koetze Tibbe, een van de windmolens van het Groninger Landschap (2013)

- windmotor Koetze Tibbe te Kropswolde
- koren- en pelmolen De Stormvogel in Loppersum
- koren- en pelmolen Hollands Welvaart te Mensingeweer
- korenmolen De Hoop te Middelstum
- korenmolen Nieberter molen te Niebert
- koren- en pelmolen De Vier Winden te Pieterburen
- koren- en pelmolen Ceres te Spijk
- koren- en houtzaagmolen Bovenrijge te Ten Boer
- korenmolen De Widde Meuln te Ten Boer
- korenmolen Germania te Thesinge
- korenmolen De Onderneming te Vierhuizen
- koren- en pelmolen Zeldenrust te Westerwijtwerd
- koren-, pel- en houtzaagmolen Fram te Woltersum
- koren- en pelmolen De Leeuw in Zeerijp
- koren- en pelmolen De Zwaluw te Zuurdijk